# Rourea gracilis
Rourea gracilis là một loài thực vật có hoa trong họ Connaraceae. Loài này được Gustav August Ludwig David Schellenberg miêu tả khoa học đầu tiên năm 1938.

## Phân bố
Loài này có tại đông nam Brasil (các bang Paraná, Santa Catarina).